# 1920 في رومانيا
فيما يلي قوائم الأحداث التي وقعت خلال عام 1920 في رومانيا.

## سياسة

### تعيين في المنصب
- 19 مارس – أليكسندرو أفيريسكو قائمة رؤساء وزراء رومانيا.

## رياضة
- 13 يونيو – دوري الدرجة الأولى الروماني 1920–21 الفائز فينوس بوخارست.

## مواليد

### أبريل
- 13 أبريل – كلارا فريدمان
- 19 أبريل – جيورجي زابو
- 25 أبريل – صوفيا يونسكو

### أكتوبر
- 2 أكتوبر – ستيفان كوفاتش لاعب كرة قدم.
- 31 أكتوبر – هنري والد فيلسوف روماني.

## وفيات

### فبراير
- 1 فبراير – أدولف ألبين (مواليد 1848)